# ボギスラフ13世 (ポメラニア公)

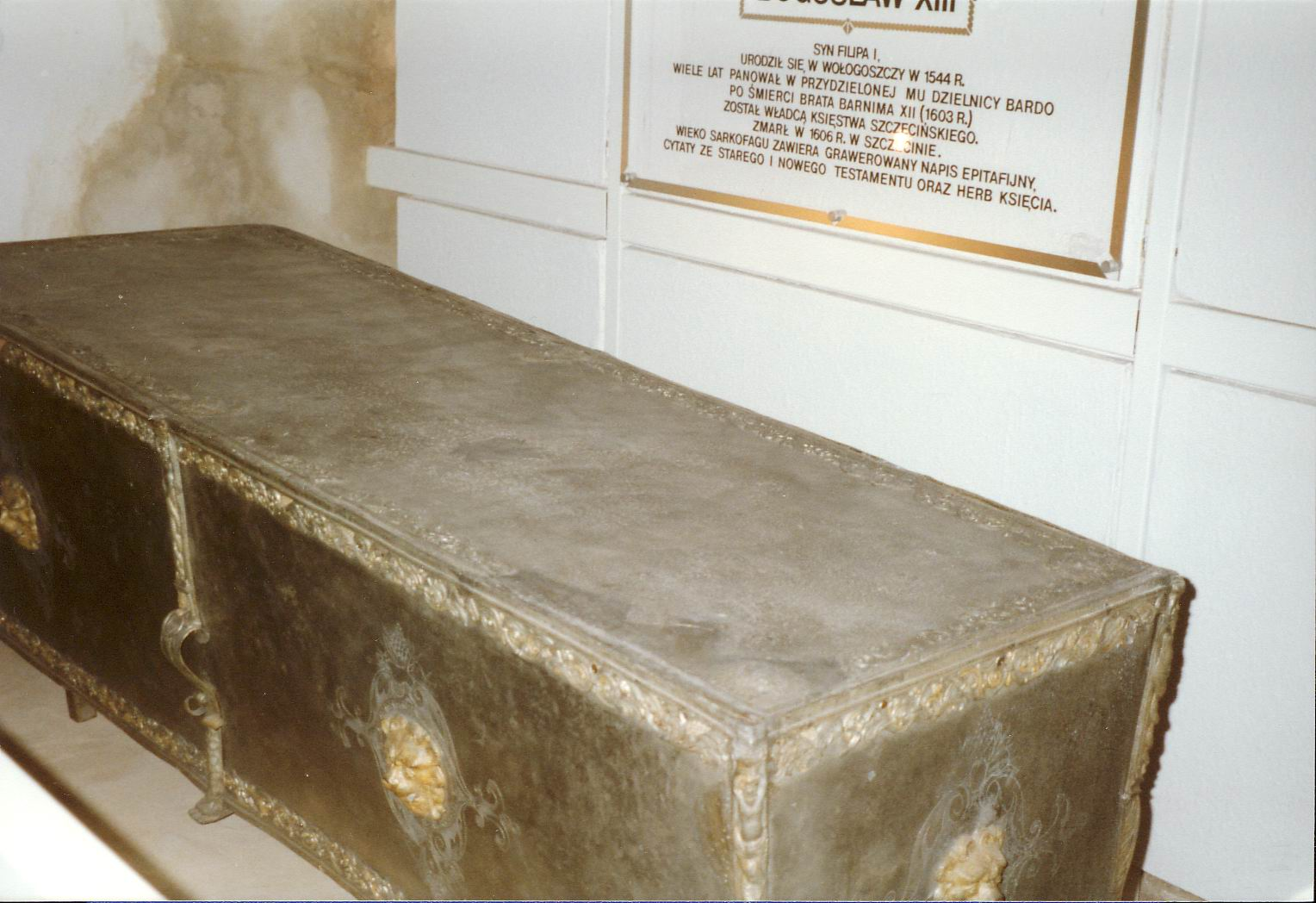
ボギスラフ13世の棺

ボギスラフ13世（ドイツ語：Bogislaw XIII., 1544年8月9日 - 1606年3月7日）またはボグスワフ13世（ポーランド語：Bogusław XIII）は、ポメラニア＝ヴォルガスト公（在位：1560年 - 1569年）、ポメラニア＝バルト公およびポメラニア＝リューゲンヴァルデ公（在位：1569年 - 1606年）、ポメラニア＝シュテッティン公（在位：1603年 - 1606年）。ポメラニア公フィリップ1世の息子。

## 生涯
ボギスラフ13世はポメラニア公フィリップ1世とマリア・フォン・ザクセンの第3子、三男（成人した2番目の男子）である。グライフスヴァルト大学、ヴィッテンベルク大学およびパリ大学で学んだ。
1560年に父フィリップ1世が亡くなった後、ボギスラフは兄ヨハン・フリードリヒとともに、母と大叔父のバルニム9世敬虔公の摂政の下でヴォルガスト公領を統治した。1567年、兄弟とともに親政を開始した。1569年に大叔父のバルニム9世が政治から引退した後に、同年7月23日に兄弟の間でポメラニア公領を分割した結果、ボギスラフはヴォルガスト公領を受け取ることになっていたが、弟エルンスト・ルートヴィヒにこれを譲った。ボギスラフはバルトとノボポレを含む領地を手に入れた。
1592年のエルンスト・ルートヴィヒの死後、ボギスラフはエルンスト・ルートヴィヒの未成年の息子フィリップ・ユリウスの後見人としてヴォルガスト公領の権力を掌握した。1603年にボギスラフは甥フィリップ・ユリウスに権力を譲り、もう一人の弟であるバルニム10世の死後、シュテッティン公領の統治を引き継いだ。1605年に初めてレンボルクを手に入れ、弟カジミール7世の死後、ダルウォボとビトゥフの統治も引き継いだ。
ボギスラフはバルトの城を拡張し、1587年にはノボポレに別の城を建設しフランツブルクと改名した。ボギスラフは統治者として正義感と優れた経済能力をもち、フィリップ1世の息子の中で唯一多くの子女を残し、子供たちの教育に配慮した。
ボギスラフは短期間（3月4日から続いた）病にかかった後、1606年3月7日にシュテッティンで亡くなり、1606年4月9日に城内の聖オットー教会に埋葬された。シュテッティン公領は長男フィリップ2世が継承した。

## 結婚と子女
ボギスラフ13世は1571年11月以降の折衝を経て、1572年9月8日にノボポレでブラウンシュヴァイク＝リューネブルク公フランツとクララ・フォン・ザクセン＝ラウエンブルクの娘クララと結婚し、多くの子供をもうけた。
- フィリップ2世（1573年 - 1618年） - ポメラニア＝シュテッティン公
- クララ・マリア（1574年 - 1623年） - ジギスムント・アウグスト・フォン・メクレンブルク（1560年 - 1600年）と結婚、ブラウンシュヴァイク＝ヴォルフェンビュッテル公アウグスト2世と結婚
- カタリーナ（1575年）
- フランツ（1577年 - 1620年） - カミエン監督（1602年 - 1618年）、ポメラニア＝シュテッティン公
- エルトムーテ（1578年 - 1583年）
- ボギスラフ14世（1580年 - 1637年） - ポメラニア公
- ゲオルク2世（1582年 - 1617年） - ポメラニア＝ブコヴォ公
- ヨハン・エルンスト（1586年 - 1590年）
- ゾフィー・ヘートヴィヒ（1588年 - 1591年）
- ウルリヒ（1589年 - 1622年） - カミエン監督（1618年 - 1622年）、ポメラニア＝リューゲンヴァルデ公
- アンナ（1590年 - 1660年） - クロイ公エルネスト（1620年没）と結婚[9]

1598年に最初の妻が亡くなった後、1601年5月31日にシュレースヴィヒ＝ホルシュタイン＝ゾンダーブルク公ハンスとエリーザベト・フォン・ブラウンシュヴァイク＝グルーベンハーゲンの娘アンナと再婚した。夫婦は1601年6月17日にバルトに居を構えた。